# Tónica (música)

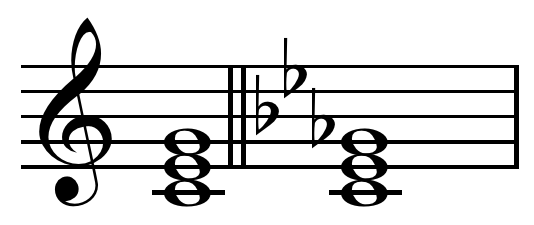
Ejemplo: notas musicales del sistema tonal

La tónica o nota tónica en el sistema tonal hace referencia al primer grado de la escala musical, que es la nota que define la tonalidad. Según el contexto puede hacer referencia a la primera nota de la escala, o bien al acorde que se forma sobre dicha nota y/o a la función tonal y sonoridad correspondientes (siendo más frecuente esto último). Por ejemplo, en la escala o tonalidad de do mayor que corresponde a las teclas blancas del teclado moderno, comenzando desde do, la tónica es la nota do.
El acorde de tónica tiene función de reposo en el sistema tonal y en el sistema modal. Por ejemplo, la escala de re mayor es una escala en modo mayor, cuya tónica es la nota re, y el acorde de mi menor séptima es un acorde de esta tonalidad cuya fundamental es la nota mi (la tónica sigue siendo re). También debemos entender que el acorde que se forma desde su fundamental no implica que esta tenga que ser la nota más grave del mismo, ya que existen, por ejemplo, tres formas diferentes de formar una tríada con las mismas notas y en la misma tonalidad. Ejemplo: do mayor (tríadas do, mi, sol; mi, sol, do; y sol, do, mi, en las cuales la fundamental sería do en todos los casos, sin importar el orden en el que se dispongan las notas que forman el acorde).
La existencia de una tónica, o de uno o más centros tonales como los utilizados por Alban Berg en obras como su ópera Lulú, es esencial en la gran mayoría de las obras musicales, cualquiera que sea el estilo.
- Datos: Q210411
- Multimedia: Tonic (music) / Q210411